# Biblioteka Wirtualna Nauki
Biblioteka Wirtualna Nauki – jedna z pierwszych w Polsce bibliotek cyfrowych. Jest to system udostępniania naukowych baz danych przez internet, prowadzony przez Interdyscyplinarne Centrum Modelowania Matematycznego i Komputerowego Uniwersytetu Warszawskiego we współpracy z Biblioteką Uniwersytecką w Warszawie.
Początki tworzenia zasobów Biblioteki Wirtualnej Nauki sięgają 1996 roku. Poszczególne zasoby są udostępniane w ramach BWN na podstawie umów licencyjnych zawieranych pomiędzy ICM a wydawcami lub ich przedstawicielami. Obecnie Biblioteka Wirtualna Nauki zawiera pełne teksty czasopism największych światowych wydawców (Elsevier, Springer, ACS, AIP/APS, Ovid Biomedical Collections, EMIS, IEEE), abstrakty, cytowania oraz zasoby faktograficzne, a także polskie zasoby pełnotekstowe (Biblioteka Wirtualna Nauki, Biblioteka Wirtualna Nauk Przyrodniczych, Świat Nauki).
Z zasobów Biblioteki Wirtualnej Nauki korzysta obecnie ponad 170 jednostek naukowych w Polsce.